# Caspar Alexander Honthumb
Caspar Alexander von Honthumb, Pseudonyme: Caspar oder Casper, Jeremias Huckebein, Adolar Sanftleben und Gregor Buchbinder (* 12. Juni 1839 in Werne an der Lippe; † 30. Juni 1890 in Hoboken, New Jersey, USA) war ein deutsch-amerikanischer Schriftsteller, Humorist, Satiriker und Journalist.

## Leben
Honthumb war der Sohn des Richters Matthias Honthumb (1804–1864). Durch die Versetzung des Vaters als Kreisgerichtsrat nach Münster zog die Familie 1851 von Werne nach Münster, wo er 1860 sein Abitur ablegte. Er nahm dann an der damaligen Königlich Theologischen und Philosophischen Akademie in Münster sein Studium der Mathematik und Naturwissenschaften auf und setzte es ab Ostern 1862 an der Universität Göttingen fort, wo er in das Corps Hannovera aufgenommen wurde. Von 1864 bis 1866 kämpfte er im Zweiten Schleswigschen Krieg als Soldat auf preußischer Seite in Schleswig-Holstein. Seine Erlebnisse, insbesondere die Erstürmung der Düppeler Schanzen, veröffentlichte er anonym bzw. unter dem Pseudonym „Caspar“ in den Werken „Die Westfalen in Schleswig-Holstein“, 1864 und „Mein Tagebuch“, 1865 und der zweimal täglich in Münster erscheinenden liberalen politischen Zeitung Westfälischer Merkur. 
Zu Michaelis 1866 trat Honthumb eine Stelle als Probelehrer am Gymnasium Paulinum in Münster an, wanderte jedoch schon 1867 nach Nordamerika aus. Er wurde Mitarbeiter und Korrespondent verschiedener Zeitungen und Zeitschriften wie der deutschsprachigen New Yorker Staats-Zeitung, des englischsprachigen New York Herald, des französischsprachigen Figaro und weiterer teils auch regionaler Blätter. 1870 gründete er in Cincinnati das Witzblatt Die Kratzbürste, das aber nicht lange bestand. Er war Redakteur des Cincinnati Volksfreundes, einer führenden deutschsprachigen Zeitung der Demokraten im US-Bundesstaat Ohio, und dessen belletristischer Sonntagsbeilage Sonntagmorgen; hier benutzte er das Pseudonym Jeremias Huckebein. Nach der Gründung der Cincinnati Freie Presse 1874 war er bis 1882 Redakteur dieser den Republikanern nahestehenden Zeitung. Von 1882 bis 1885 war er Redakteur des New Yorker Wochenblatts Um die Welt. Unter den Pseudonymen Adolar Sanftleben und Gregor Buchbinder veröffentlichte er humoristisch-satirische Artikel in dem in New York ansässigen deutsch- und englischsprachigen Satiremagazin Puck, dessen Redakteur er von Juli 1887 bis März 1888 war.
1879 übersetzte er den englischsprachigen Roman „The secret of the Andes“ des Journalisten und US-Diplomaten Friedrich Hassaurek ins Deutsche. Dieser erschien bei Robert Clarke & Co unter dem Titel „Das Geheimnis der Anden“. 1886 veröffentlichte Honthumb in New York unter dem Titel „Amerikanische Humoresken“ seine vier humoristischen Erzählungen „Der Stock mit dem goldenen Kopfe“, „Die beiden Nebenbuhler“, „Die letzte gute Tat“ und „Die Großherzogin von Gerolstein“.
Dem Corpsstudententum blieb er auch in den USA verbunden; er war aktives Mitglied des New Yorker SC-Vereins, des Alte-Herren-Senioren-Convents von New York City. Von dort berichtete er auch für das Organ des Kösener Senioren-Convents-Verbands, die Academischen Monatshefte. In den Academischen Monatsheften veröffentlichte 1887 in zwei Teilen seine „Erinnerungen an die Studentenzeit“.

## Schriften

### Selbstständige Veröffentlichungen
- Die Westfalen in Schleswig-Holstein. Bunte Bilder aus dem Kriegsleben. Münster 1864 [anonym]
- Mein Tagebuch. Erinnerungen aus Schleswig-Holstein. Von Caspar, Musketier des 53. Regiments. Münster 1865 [anonym]
- Das Geheimnis der Anden. Roman. Deutsche Übersetzung des Romans von Friedrich Hassaurek „The secret of the Andes“, Cincinnati 1879 (Digitalisat; PDF; 19,8 MB)
- Amerikanische Humoresken. New York 1886, Inhalt:
  - Der Stock mit dem goldenen Kopfe.
  - Die beiden Nebenbuhler.
  - Die letzte gute Tat.
  - Die Großherzogin von Gerolstein.

### Beiträge in Zeitschriften
- Plauderbriefe [aus Münster]. In: Westfälischer Merkur 1865
- Plauderbriefe aus dem Kriege. In: Westfälischer Merkur 1866
- Beiträge in der Zeitung Cincinnatier Blätter.
- Beiträge in der Zeitung Wahrheitsfreund.
- Beiträge in der Zeitung Cincinnati Volksfreund.
- Beiträge im Sonntagsmorgen. (belletristische Sonntagsbeilage des Cincinnati Volksfreundes)
- Beiträge in: Um die Welt. zwischen 1882 und 1890 (jeweils politische und belletristische Beiträge sowie Kriegsbriefe)
- Beiträge im Satiremagazin Puck, Juli 1887 bis März 1888, unter den Pseudonymen Adolar Sanftleben und Gregor Buchbinder
- Erinnerungen an die Studentenzeit: I. Der akademische Richter. II. Sternschnuppen, in: Akademische Monatshefte 4 (1887/88), S. 170–176.

### Handschriftliches
- Brief an Georg von Cotta. Cincinnati, 20. Februar 1875; Louisville, 28. Mai 1879. Bestand des Deutschen Literaturarchivs Marbach